# Revolutions (X-Ecutioners)
Revolutions è il terzo album in studio del gruppo musicale statunitense X-Ecutioners, pubblicato l'8 giugno 2004 dalla Sony Music.
Prodotto dai tre membri del gruppo, l'album entrò nella Billboard 200 alla posizione 118 e nella Top R&B/Hip-Hop Albums alla posizione 50. Inoltre, l'album fu l'ultimo inciso insieme a Rob Swift che lasciò la band l'anno successivo.

## Tracce
1. Skit 1 – 1:58
2. The Countdown, Pt. 2 (featuring Blue Man Group) – 1:45
3. Live from the PJs (featuring Ghostface Killah, Trife and Black Thought) – 2:53
4. Like This (featuring Anikke) – 3:23
5. C'mon – 2:51
6. Skit 2 – 2:05
7. Back to Back (featuring Saigon and Scram Jones) – 3:08
8. Let Me Rock (featuring Start Trouble) – 3:26
9. The Regulators (featuring Rock Marcy and Sly Boogie) – 3:15
10. Space Invader – 3:36
11. Old School Throwdown – 2:36
12. Get with It (featuring Cypress Hill) – 3:29
13. (Even) More Human than Human (featuring Rob Zombie, Slug and Josey Scott) – 3:58
14. Skit 3 – 1:16
15. Sucka Think He Cud Wup Me (featuring Dead Prez) – 3:40
16. The Truth (featuring Fat Joe and Aasim) – 3:40
17. ILL BILL – 3:59
18. Skit 4 – 0:39

## Formazione
- Roc Raida – giradischi
- Rob Swift – giradischi
- Total Eclipse – giradischi